# فرودگاه لا گومرا
فرودگاه لا گومرا  (به اسپانیایی: La Gomera) یک فرودگاه همگانی با کد یاتا GMZ است که یک باند فرود آسفالت دارد و طول باند آن ۱۵۰۰ متر است. این فرودگاه در کشور اسپانیا قرار دارد و در ارتفاع ۲۱۸ متری از سطح دریا واقع شده‌است.

## شرکت‌های هواپیمایی و مقصدهای پروازی
| شرکت‌های هواپیمایی | مقصدهای پروازی |
| ----------------- | -------------- |
| بینتر کاناریاس    | تنریف شمالی    |